# Кућа Ђукановића на Цетињу
Ђукановића палата подигнута је 1910. на Цетињу, највероватније по пројекту власника, грађевинског инжењера, Марка Ђукановића, школованог у Паризу. Објекат је грађен је стилом францускога класицизма и ренесансе, а најупечатљивији је по четири женске статуе, које симболизују годишња доба. Због тога, ова палата се популарно на Цетињу назива и „Четири годишња доба”.

## Опште информације
Прва је приватна грађевина од армираног бетона у Црној Гори. Из времена градње, знимљива је прича коју је забележила тадашња дневна штампа, која је добила и судски епилог. Власник је оптужен да је као надзорник радова на изградњи Владинога дома, злоупотребио свој положај, отуђујући грађевински материјал, што је он оспорио на суду.
У својој историји више пута је мењала функцију, а данашња је поново стамбена. Налази се у Његошевој улици, бр. 87.
Подигнута је са спратом, мансардом и подрумом у коме је резервоар за воду. Грађена је када и Владин дом, па су вероватно и за њену изградњу били ангажовани италијански мајстори који су градили Владин дом.
Изграђена је у камену с обрадом фасадних површина у малтеру, а носећи елементи рађени су од армиранога бетона. Зграда је повучена од регулационе линије, на улазу је урађен прилаз наткривен терасом. Карактеристична је обрада улаза са четири скулптуре које представљају четири годишња доба. Поред становања у међуратном периоду зграда је коришћена за потребе Аграрне банке. Након Другог светског рата у њој је једно време радила Побједа.
Објекат је адаптиран и реновиран током 2024. године.